# Kenozoik
Era kenozoiczna, kenozoik – era, która rozpoczęła się ok. 66 mln lat temu (od wymierania kredowego) i wciąż trwa. Era kenozoiczna bywa czasem określana mianem ery ssaków, owadów lub ery roślin kwiatowych, bowiem te grupy przeszły w niej intensywny rozwój ewolucyjny.

## Najważniejsze wydarzenia w skali globalnej
| Era      | Okres (lat temu)               | Epoka (lat temu)                  | Środowisko abiotyczne | Środowisko biotyczne                                                                 |
| -------- | ------------------------------ | --------------------------------- | --- | ------------------------------------------------------------------------------------ |
| Kenozoik | czwartorzęd (2,58 mln do dziś) | holocen (11700 b2k do dziś)       | Ocieplenie klimatu, zanik lądolodów kontynentalnych na półkuli północnej (skandynawskiego w Europie i laurentyjskiego w Ameryce Płn.), powstanie Bałtyku. | Intensywny rozwój społeczności ludzkiej, wyginięcie wielkich ssaków                  |
| Kenozoik | czwartorzęd (2,58 mln do dziś) | plejstocen (2,58 mln – 11700 b2k) | Cykliczne zmiany klimatu (glacjały i interglacjały), wielokrotne transgresje lądolodów kontynentalnych.                                                   | Pojawienie się Homo sapiens i olbrzymich ssaków plejstoceńskich.                     |
| Kenozoik | neogen (23,03 mln – 2,58 mln)  | pliocen (5,333 mln – 2,58 mln)    | Morze Śródziemne odzyskuje połączenie z Oceanem Atlantyckim, powstaje Przesmyk Panamski                                                                   | Wymieranie lasów, rozprzestrzenienie trawożernych kopytnych.                         |
| Kenozoik | neogen (23,03 mln – 2,58 mln)  | miocen (23,03 mln – 5,333 mln)    | Orogeneza alpejska – powstają Alpy, Andy i Himalaje, powstanie Morza Śródziemnego                                                                         | Stepowienie dużych obszarów. Istnieje już większość obecnych rodzin ptaków i ssaków. |
| Kenozoik | paleogen (65 mln – 23,03 mln)  | oligocen (33,9 mln – 23,03 mln)   | Duża aktywność wulkaniczna | Pojawiają się jeleniowate, ewoluują pierwsze naczelne                                |
| Kenozoik | paleogen (65 mln – 23,03 mln)  | eocen (56,0 mln – 33,9 mln)       | Oddzielenie się Ameryki Północnej od Europy i Ameryki Południowej od Antarktydy.                                                                          | Pojawia się wiele występujących do dziś rzędów gadów i ssaków.                       |
| Kenozoik | paleogen (65 mln – 23,03 mln)  | paleocen (66,0 mln – 56,0 mln)    | Strefy subtropikalne sięgają do regionów polarnych | Ssaki archaiczne                                                                     |

## Dawniejszy podział ery kenozoicznej
| Era      | Okres (lat temu)                | Podokres (lat temu)            | epoka (lat temu)                  |
| -------- | ------------------------------- | ------------------------------ | --------------------------------- |
| Kenozoik | czwartorzęd (1,87 mln do dziś)  | czwartorzęd (1,87 mln do dziś) | holocen (11700 b2k do dziś)       |
| Kenozoik | czwartorzęd (1,87 mln do dziś)  | czwartorzęd (1,87 mln do dziś) | plejstocen (1,87 mln – 11700 b2k) |
| Kenozoik | trzeciorzęd (65 mln – 1,87 mln) | neogen (24 mln – 1,87 mln      | pliocen (5,332 mln – 1,806 mln)   |
| Kenozoik | trzeciorzęd (65 mln – 1,87 mln) | neogen (24 mln – 1,87 mln      | miocen (23,03 mln – 5,332 mln)    |
| Kenozoik | trzeciorzęd (65 mln – 1,87 mln) | paleogen (65 mln – 24 mln)     | oligocen (33,9 mln – 23,03 mln)   |
| Kenozoik | trzeciorzęd (65 mln – 1,87 mln) | paleogen (65 mln – 24 mln)     | eocen (55,8 mln – 33,9 mln)       |
| Kenozoik | trzeciorzęd (65 mln – 1,87 mln) | paleogen (65 mln – 24 mln)     | paleocen (65,5 mln – 55,8 mln)    |

## Geologia
Intensywna orogeneza alpejska doprowadziła w paleocenie do wyniesienia Gór Skalistych, a w następnych epokach gór Sierra Nevada i nowego pasma Gór Skalistych. Przez znaczną część eocenu Afryka i Ameryka Południowa były całkowicie odizolowane od lądów półkuli północnej.

## Fauna
W erze mezozoicznej doszło do wykształcenia najpierwotniejszych ssaków – jajorodnych stekowców. Już w kredzie istniały ssaki żyworodne – torbacze, a nawet łożyskowce. W kenozoiku ssaki nadal ewoluowały. Na początku paleogenu były to przede wszystkim pozostałości kredowe: wieloguzkowce, torbacze i prymitywne ssaki łożyskowe. Nie było dużych drapieżników. Na półkuli północnej pojawiły się pierwsze naczelne (Plesiadapiforma). Nastąpiła intensywna ewolucja łożyskowców i ich specjalizacja. Pojawiły się pradrapieżne i prakopytne (paleocen). Eocen („świt nowych czasów”) zawdzięcza nazwę pojawieniu się wielu występujących do dziś rzędów ssaków, a także niektórych istniejących nadal rodzin. Do najbardziej wyspecjalizowanych należą: nietoperze, walenie i brzegowce. Wtedy też pojawiły się lemurowate i wyrakowate. Parzystokopytne reprezentowane są m.in. przez maleńkiego „jelenia” Diacodexis, a nieparzystokopytne przez pierwszego konia – Hyracotherium.

## Flora
We wczesnym trzeciorzędzie wokół biegunów rozciągały się lasy wielkolistnych drzew zrzucających liście na zimę. Pozostałe obszary globu porastały lasy tropikalne.